# ناصر احمدی
ناصر احمدی (زادهٔ ۱۳۲۳ در دامغان – درگذشتهٔ ۳۱ مرداد ۱۳۹۸ در تهران) دوبلور و گوینده رادیو اهل ایران بود.
وی از سال ۱۳۴۴ وارد حرفه دوبله شد و از سال ۱۳۴۸ به گویندگی خبر و نمایش رادیو نیز مشغول شد. محمود قنبری دوبلور ایرانی پسر عمه وی است.
او در ۳۱ مرداد سال ۱۳۹۸ پس از مدت‌ها بیماری درگذشت.

## فیلم‌شناسی

### دوبله
- مدار صفر درجه
- ارباب حلقه‌ها
- رودخانه برفی
- گربه روی شیروانی داغ
- مدیر کل
- سرزمین آهن
- هشدار برای کبرا ۱۱
- جواهری در قصر
- مانیبال
- بازمانده روز
- شب در موزه
- بریکینگ بد
- بهتره با ساول تماس بگیری
- فرار از زندان